# Mariakerk (Cadzand)

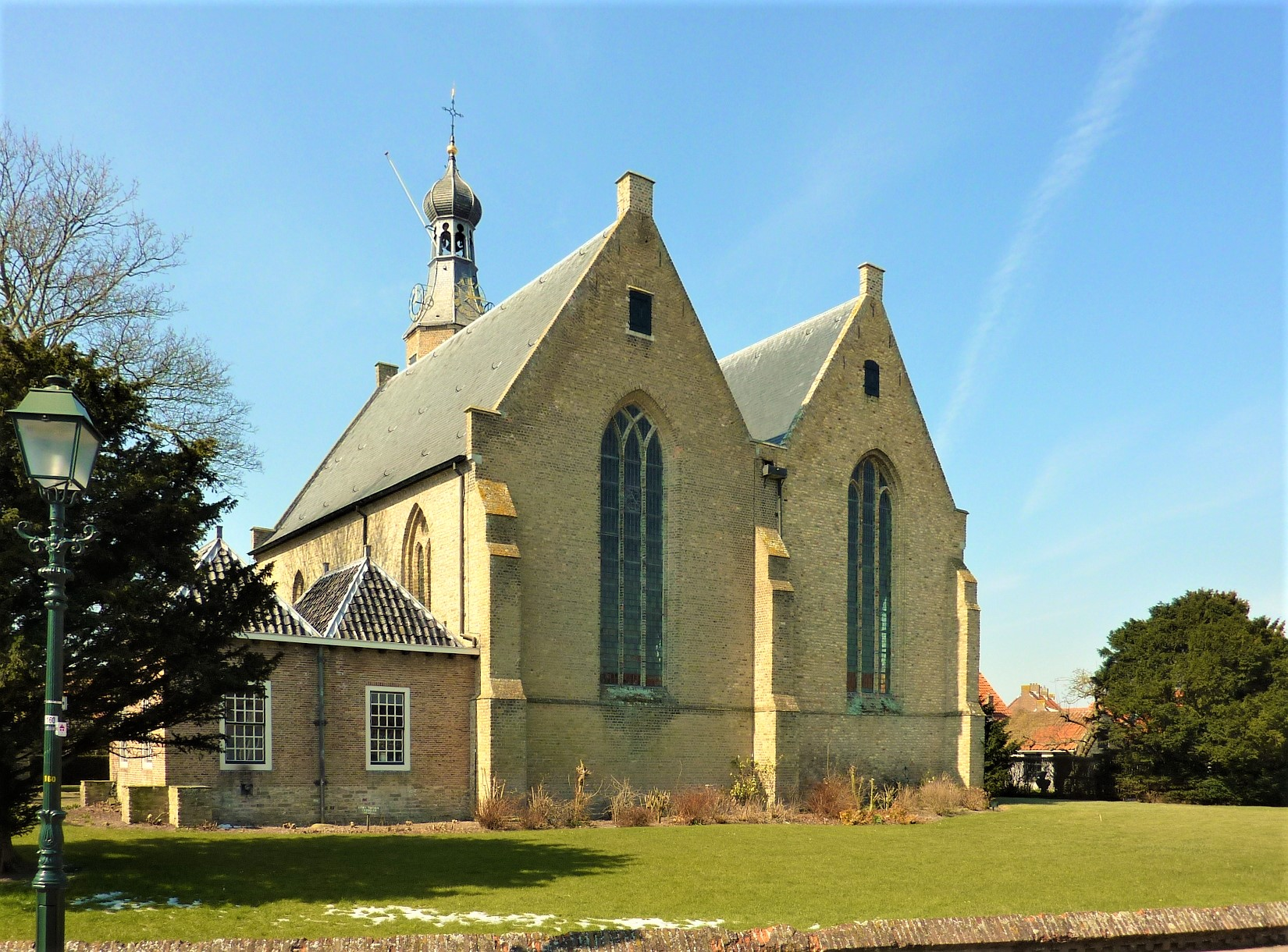
Die Mariakerk zu Cadzand, Blick von Osten

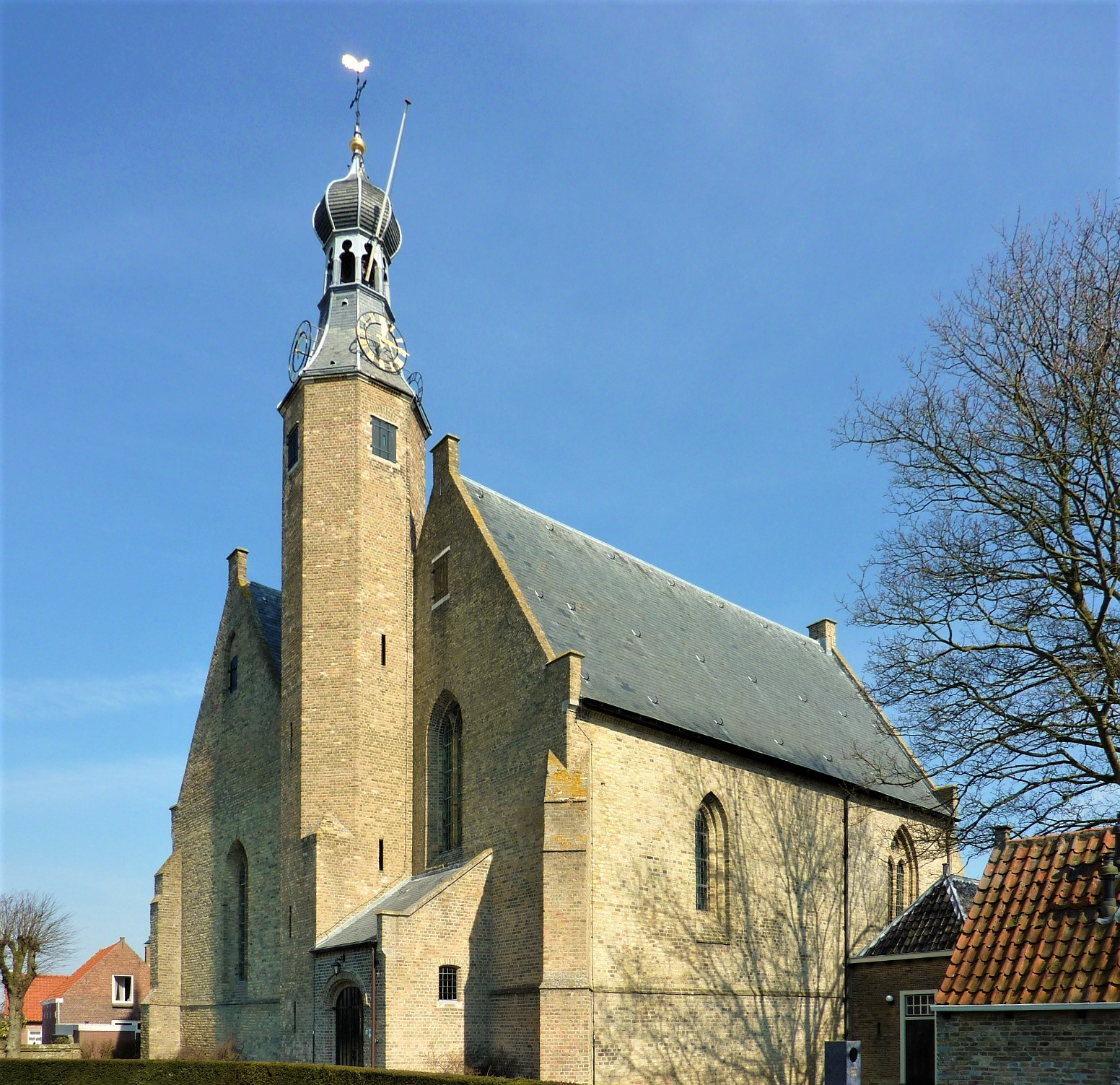
Ansicht von Südwesten

Die Mariakerk (deutsch Marienkirche) ist ein Kirchengebäude der Protestantischen Kirche in den Niederlanden  in Cadzand, einem Ortsteil der Gemeinde Sluis in der Provinz Zeeland. Die Kirche ist seit 1974 als niederländisches Rijksmonument eingestuft.

## Geschichte
Die Mariakerk ist eine zweischiffige frühgotische Hallenkirche im Stil der Scheldegotik. Das südliche Schiff entstand nach 1250, das nördliche wurde zu Beginn des 14. Jahrhunderts hinzugefügt. Der ursprüngliche Westturm, Sint Lambertustoren (St. Lambertusturm) genannt, der auch als Seezeichen für die Schifffahrt diente, wurde wegen Einsturzgefahr 1677 abgebrochen. Als Ersatz wurde ein Dachreiter mit Glocke errichtet.
Im Zuge einer umfangreichen Renovierung 1930 wurden Veränderungen an der Gestalt der Kirche rückgängig gemacht und ihr wieder ein einheitliches gotisches Erscheinungsbild verliehen. Außerdem wurde der Dachreiter entfernt und dafür der schmale Westturm erbaut.
Die Mariakerk gehört zur Kirchengemeinde Zuidwesthoek Sluis innerhalb der unierten Protestantischen Kirche in den Niederlanden.

## Orgel

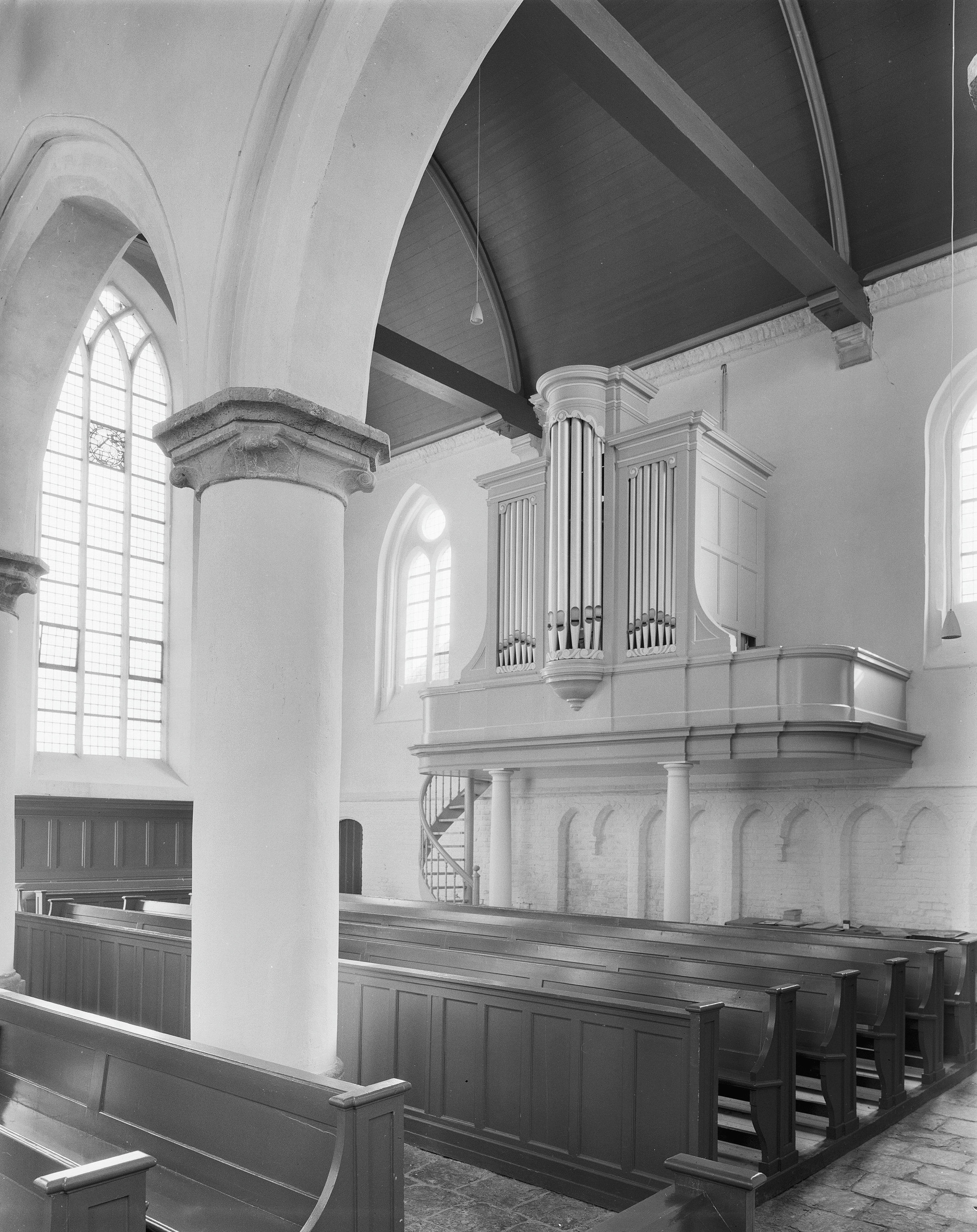
Innenraum mit Blick auf die Orgel

Die Orgel auf der Seitenempore wurde 1902 von dem Orgelbauer Kruse erbaut. Das Schleifladen-Instrument hat Register auf einem Manualwerk und Pedal. Die Spiel- und Registertrakturen sind mechanisch.
| Manualwerk C–f3 |          |     |
| 1.              | Bourdon  | 16′ |
| 2.              | Prestant | 8′  |
| 3.              | Bourdon  | 8′  |
| 4.              | Gamba    | 8′  |
| 5.              | Octaaf   | 4′  |

| (Fortsetzung) |         |       |
| 6.            | Fluit   | 4′    |
| 7.            | Quint   | 2 ⁄3′ |
| 8.            | Octaaf  | 2′    |
| 9.            | Trompet | 8′    |

| Pedal C–f1 |            |
| 10.        | Subbas 16′ |

- Koppeln: M/P